# Klarälven
Kläralven, na horním toku Trysilelva je řeka v Norsku (Innlandet) a ve Švédsku (Värmland). Je 460 km dlouhá, z čehož 300 km teče Švédskem. Rozloha povodí činí 11 800 km².

## Průběh toku
Na horním toku protéká přes jezera Rogen a Femunden. Teče převážně přes hornatou a kopcovitou krajinu. Úseky s peřejemi a vodopády se střídají jezery. Ústí do jezera Vänern u Karlstadu.

## Vodní stav
Zdroj vody je sněhový. Nejvyšších vodních stavů dosahuje na jaře a na začátku léta. Průměrný roční průtok vody v ústí činí 165 m³/s. Led na řece zůstává na dolním toku 5 měsíců a na horním toku 7 měsíců.

## Využití
Na řece je několik velkých vodních elektráren. Po řece se plaví dřevo. Vodní doprava je možná od města Munkfors (Švédsko).